# 瓦卡里萨
瓦卡里萨是葡萄牙阿威罗区的一个堂区。总面积17.76平方公里，总人口2080人，人口密度117.1人/平方公里。